# Isothrix sinnamariensis
Isothrix sinnamariensis är en gnagare i familjen lansråttor som förekommer i nordöstra Sydamerika. Artepitet i det vetenskapliga namnet syftar på floden Sinnamary i kommen med samma namn i Franska Guyana.

## Utseende
Arten är med en kroppslängd (huvud och bål) av 212 till 215 mm, en svanslängd av cirka 260 mm och med 39 till 42 mm langa bakfötter liten för släktet. Den har 14 till 16 mm stora öron. Den mjuka pälsen bildas på ovansidan av har som är gråa vid roten och rödbruna vid spetsen, vad som ger ett rödbrunt till mörkbrunt utseende. Typisk är en svart fläck bakom varje öga och långa morrhår. Pa undersidan är pälsen ljusare och några hår har en orange spets. Svansen är bra täckt med hår och vid spetsen finns en cirka 35mm lang tofs. Vid djurets anus är pälsen mer vitaktig. Även vid öronens spetsar förekommer små tofsar. De breda bakfötterna är utrustade med robusta klor. Honans spenar är ornade i par och 8 ligger vid framkroppen medan 2 ligger vid ljumsken.

## Utbredning och ekologi
Isothrix sinnamariensis är endast känd från enstaka fynd i östra Franska Guyana och södra Surinam. Kanske når arten angränsande delar av Brasilien. Exemplaren hittades i regnskogar som översvämmas och i andra fuktiga skogar.
Denna gnagare upptäcktes på dagen när den klättrade i träd. Andra individer fångades levande 15 meter över marken.

## Hot
Delar av utbredningsområdet blev helt översvämmade när en dammbyggnad upfördes. Allmänt finns stora delar av skogen kvar. IUCN listar arten som livskraftig (LC).